# 今村勤三

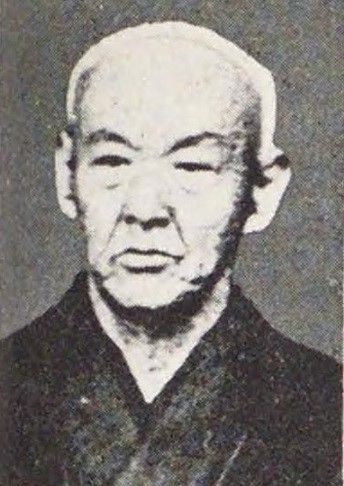
今村勤三

今村 勤三（いまむら きんぞう、1852年3月19日（嘉永5年2月29日） - 1924年10月26日）は、明治から大正期の実業家・政治家。奈良県安堵町生まれ。銀行家・今村幸男、大阪大学第5代総長・今村荒男、大日本紡績常務取締役・今村奇男の父。天誅組の立役者・今村文吾の甥。

## 生い立ち
家は代々庄屋をつとめ、生家は現在安堵町歴史民俗資料館として一般公開されている。
1881年（明治14年）に大阪府会議員になったが、府の地方税の過重を憂い、奈良県の再置運動に私財を投じた。1887年（明治20年）11月に奈良県の独立が認可され、初代奈良県会議長に就任した。1888年（明治21年）には四国・讃岐鉄道会社の社長に就任し、1889年（明治22年）に辞任した。

## 中央政界に進出
1890年（明治23年）7月1日の第1回衆議院議員総選挙で当選。大隈重信の改進党で衆議院議員として活躍した。そのほか奈良鉄道会社の社長、郡山紡績会社の社長に就任するなど、政界・実業界にわたり活躍した。なお郡山紡績は、1907年（明治40年）6月30日に摂津紡績に合併され、摂津紡績は1918年（大正7年）6月1日に尼崎紡績と合併し大日本紡績（現ユニチカ）となった。